# Ирина Старшенбаум
Ирина Владимировна Старшенбаум (родена на 30 март 1992 г.) е руска актриса. За ролята си в T-34 тя печели наградата TEFI за най-добра актриса и е номинирана за наградата „Златен орел“ за най-добра актриса.

## Биография
Завършила е факултета по медиен бизнес и връзки с обществеността в Московския държавен университет по печатни изкуства.
Снима се с актьорство от 2013 г. През 2017 г. дебютира в игрален филм, главна роля във фантастичния филм „Привличане“ на Фьодор Бондарчук.
През 2018 г. излиза филмът на Кирил Серебренников за Виктор Цой и Майк Науменко Лето, в който Ирина играе главна роля.
През зимата на 2018 г., заедно с други актьори и музиканти, тя записва колективно видеообръщение към президента Владимир Путин с молба да приеме Закона за защита на правата на животните.
През 2023 г. е първата ѝ роля на английски език в Шошана на Майкъл Уинтърботъм. Тя играе Шошана Борохов, дъщеря на Бер Борохов, един от основателите на социалистическия ционизъм.

## Филмография
| От          | Заглавие                          | Роля               |
| ----------- | --------------------------------- | ------------------ |
| 2015        | Переезд                           | Настя Семёнова     |
| 2015        | Крыша мира                        | Ольга Шубина       |
| 2016        | Шакал                             | Калина Полтавченко |
| 2016        | Ольга                             | Светлана           |
| 2017        | Притяжение                        | Юлия Лебедева      |
| 2017        | Чёрная вода                       | Полина             |
| 2016        | Лачуга должника                   | Элла               |
| 2018        | Лёд                               | Жжёнова            |
| 2018        | Лето                              | Наталья Науменко   |
| 2018        | Килиманджара                      | Маруся             |
| 2019        | Т-34                              | Аня Ярцева         |
| 2019 – 2020 | Содержанки                        | Ульяна             |
| 2019        | Учителя                           | Мария              |
| 2019        | Вторжение                         | Юлия Лебедева      |
| 2019        | Горизонт                          | Лена               |
| 2020        | Шерлок в России                   | Софья Касаткина    |
| 2021        | Общага                            | Нелли              |
| 2021        | Медиатор                          | Марина             |
| 2021        | Джетлаг                           | Женя               |
| 2021        | Инсомния                          | Аня Троекурова     |
| 2022        | Надвое                            | Ира                |
| 2022        | Сёстры                            | Аня                |
| 2023        | Здоровый человек                  | Майя               |
| 2023        | Земля обетованная (Promised Land) | Шошанна Борохов    |